# Manewr cesarski
Manewr cesarski – w brydżu manewr obrońcy polegający na wyrzuceniu asa w celu odblokowania koloru, aby umożliwić partnerowi dojście do wcześniej wyrobionych fort niższym honorem. Nazwa manewru wywodzi się od cesarza Bảo Đại, który był zapalonym brydżystą i wedle tradycji miał wykonać ten manewr. Istnieją różne warianty rozdania, w którym Bảo Đại rzekomo znalazł tę obronę, jednym z nich jest:
|   |           | ♠     | 32    |   |           |
| ♥ | AKD       |       |       |   |           |
| ♦ | W52       |       |       |   |           |
| ♣ | K8732     |       |       |   |           |
| ♠ | W63       | NW ES | NW ES | ♠ | A104      |
| ♥ | -         | NW ES | NW ES | ♥ | W10986432 |
| ♦ | D3        | NW ES | NW ES | ♦ | A10       |
| ♣ | ADW109652 | NW ES | NW ES | ♣ | -         |
|   |           | ♠     | KD987 |   |           |
| ♥ | 75        |       |       |   |           |
| ♦ | K98764    |       |       |   |           |
| ♣ | -         |       |       |   |           |

S rozgrywa 3BA po wiście asem trefl. Na asa trefl gracz E wyrzuca asa pik, a na kontynuację damą trefl pozbywa się z ręki asa karo. Rozgrywający chcąc wyrobić kara lub piki musi dopuścić do ręki gracza W który zgra forty treflowe. Bez odblokowania przy rozgrywce kar oraz pików do ręki będzie musiał dojść E który nie ma w ręce fort i nie ma dojścia do ręki partnera
.